# Campionato europeo di football americano Under-19 2008
Il campionato europeo di football americano Under-19 2008 (in lingua inglese 2008 EFAF European Junior Championship), noto anche come Spagna 2008 in quanto disputato in tale Stato, è stato la quinta edizione del campionato europeo di football americano per squadre nazionali maschili Under-19 organizzato dalla EFAF.
Ha avuto inizio il 12 luglio 2008, e si è concluso il 20 luglio 2008 a Isla de La Cartuja di Siviglia.

## Stadi
Distribuzione degli stadi del campionato europeo di football americano Under-19 2008
| Siviglia             | Isla de La Cartuja · Stadio San Pablo · (Siviglia) | Siviglia             |
| -------------------- | -------------------------------------------------- | -------------------- |
| Isla de La Cartuja   | Isla de La Cartuja · Stadio San Pablo · (Siviglia) | Stadio San Pablo     |
| 37°25′02″N 6°00′16″W | Isla de La Cartuja · Stadio San Pablo · (Siviglia) | 37°25′02″N 6°00′16″W |
| Capacità:            | Isla de La Cartuja · Stadio San Pablo · (Siviglia) | Capacità:            |
| Altitudine:          | Isla de La Cartuja · Stadio San Pablo · (Siviglia) | Altitudine:          |
|                      | Isla de La Cartuja · Stadio San Pablo · (Siviglia) |                      |

## Squadre partecipanti
| Pr. | Squadra   | Data di qualificazione   | Qualificata in quanto                                    | Ultima partecipazione |
| --- | --------- | ------------------------ | -------------------------------------------------------- | --------------------- |
| 1   | Francia   | 26 luglio 2006           | Prima classificata all'Europeo 2006                      | Svezia 2006           |
| 2   | Germania  | 27 luglio 2006           | Seconda classificata all'Europeo 2006                    | Svezia 2006           |
| 3   | Austria   | 30 luglio 2006           | Terza classificata all'Europeo 2006                      | Svezia 2006           |
| 4   | Spagna    | 9 settembre 2007         | Nazione organizzarice                                    | Germania 1996         |
| 5   | Finlandia | prima dell'11 marzo 2008 | Vincitrice dello spareggio con la Rep. Ceca (per ritiro) | Svezia 2006           |
| 6   | Danimarca | 12 aprile 2008           | Vincitrice dello spareggio con la Svizzera               | Svezia 2006           |
| 7   | Svezia    | 27 aprile 2008           | Vincitrice dello spareggio con la Norvegia               | Svezia 2006           |
| 8   | Russia    | 26 maggio 2008           | Vincitrice dello spareggio con l'Italia                  | Svezia 2006           |

## Gironi
| Girone A | Girone B  |
| -------- | --------- |
| Francia  | Austria   |
| Russia   | Danimarca |
| Spagna   | Finlandia |
| Svezia   | Germania  |

## Risultati e classifiche

### Fase a gironi

#### Girone A

##### Classifica
| Pos | Squadra | G | V | P | PF | PS  | DP  |
| --- | ------- | - | - | - | -- | --- | --- |
| 1   | Svezia  | 3 | 3 | 0 | 87 | 13  | +74 |
| 2   | Francia | 3 | 2 | 1 | 65 | 51  | +14 |
| 3   | Russia  | 3 | 1 | 2 | 55 | 48  | +7  |
| 4   | Spagna  | 3 | 0 | 3 | 39 | 134 | -95 |

##### Risultati
| Arbitri: | Noren Berger Rasmussen Plonka Johann Hofbauer Lamminsalo |

|  |           | |
|  | Marcatori | Hermodsson 7':00" Q2 (TD) 10yd run Hermodsson 11':30" Q3 (TD) 4yd run H. Hellermark 8':00" Q3 (TD) 10yd run F. Isaksson Q3 (tpc) rush R. Ahlenius 8':00" Q4 (TD) 15yd pass from Hermodsson F. Persson Q4 (pat) |

| Arbitri: | Lenoire Lapcevic Edelmueller Henriksen Stammler Lehtinen Kristensen |

| |            | |
| J. Ortin 5':00" Q1 (FG) 30yd J. Bartra 4':00" Q1 (TD) 19yd pass from S. Gonzalo J. Ortin Q1 (pat) D. Belso 8':00" Q3 (TD) 66yd pass from M. Jonsson J. Ortin Q3 (pat) J. Bartra 10':00" Q4 (TD) 9yd pass from M. Jonsson M. Jonsson Q4 (tpc) rush | Marcatori  | S. Joacin 10':30" Q1 (TD) 10yd run M. Doukoure 10':00" Q2 (FG) 39yd P. Braisaz 6':00" Q2 (TD) 14yd run M. Doukoure :30" Q2 (TD) 28yd pass from P. Braisaz Alexandre Q2 (pat) Alexandre 9':00" Q3 (FG) 35yd J. Fernandez 5':00" Q3 (TD) 5yd run Alexandre Q3 (pat) N. Chevrier 9':00" Q4 (TD) 42yd run Sprauel 1':10" Q4 (TD) 15yd run Alexandre Q4 (pat) |
| Jesús Fernández | Allenatori | Olivier Moret |

| Arbitri: | Lenoire Anttila Edelmueller Henriksen Kristensen Lehtinen Stammler |

| |            |                 |
| S. Almgren 2':57" Q1 (TD) 13yd pass from Hermodsson F. Persson Q1 (pat) H. Hellermark 0':00" Q2 (TD) 42yd pass from Hermodsson A. Koyfis 8':29" Q3 (TD) 6yd run F. Persson Q3 (pat) H. Hellermark 7':49" Q3 (TD) 69yd run F. Persson Q3 (pat) A. Koyfis 2':40" Q3 (TD) 1yd run H. Hellermark 1':10" Q3 (TD) 47yd run F. Persson Q3 (pat) | Marcatori  |                 |
| | Allenatori | Jesús Fernández |

| Siviglia 14 luglio 2008, ore 18:00 UTC+2 Incontro 6                                                                                              | Francia    | 7 – 6 (0-0 7-6 0-0 0-0) referto        | Russia | Isla de La Cartuja (256 spett.) |
| T. Ruiz 2':57" Q2 ( TD ) 32yd pass from Sprauel Alexandre Q2 ( pat ) Marcatori I. Chernoluckiy 1':21" Q2 ( TD ) 2yd run Olivier Moret Allenatori |            |                                        |        |                                 |
| |            |                                        |        |                                 |
| T. Ruiz 2':57" Q2 (TD) 32yd pass from Sprauel Alexandre Q2 (pat)                                                                                 | Marcatori  | I. Chernoluckiy 1':21" Q2 (TD) 2yd run |        |                                 |
| Olivier Moret | Allenatori |                                        |        |                                 |

| Siviglia 16 luglio 2008, ore 10:30 UTC+2 Incontro 9 | Spagna     | 14 – 49 (0-14 0-12 7-14 7-9) referto | Russia | Isla de La Cartuja (300 spett.) |
| O. Serrano 2':02" Q3 ( TD ) 15yd pass from M. Jonsson J. Ortin Q3 ( pat ) J. Brugnani 0':00" Q4 ( TD ) 23yd pass from S. Gonzalo V. Monasterio Q4 ( pat ) Marcatori A. Medvedev 8':11" Q1 ( TD ) 21yd run V. Ignatiev Q1 ( pat ) A. Medvedev 6':03" Q1 ( TD ) 3yd run V. Ignatiev Q1 ( pat ) A. Medvedev 7':46" Q2 ( TD ) 3yd run S. Neskubin 1':08" Q2 ( TD ) 1yd run A. Medvedev 3':56" Q3 ( TD ) 4yd run I. Lapikov 1':13" Q3 ( TD ) 6yd run V. Fatuhin Q3 ( tpc ) pass from V. Haritonov D. Batzkalovich 8':22" Q4 ( TD ) 25yd pass from E. Azizov V. Ignatiev 2':23" Q4 ( FG ) 28yd Jesús Fernández Allenatori |            | |        |                                 |
| |            | |        |                                 |
| O. Serrano 2':02" Q3 (TD) 15yd pass from M. Jonsson J. Ortin Q3 (pat) J. Brugnani 0':00" Q4 (TD) 23yd pass from S. Gonzalo V. Monasterio Q4 (pat) | Marcatori  | A. Medvedev 8':11" Q1 (TD) 21yd run V. Ignatiev Q1 (pat) A. Medvedev 6':03" Q1 (TD) 3yd run V. Ignatiev Q1 (pat) A. Medvedev 7':46" Q2 (TD) 3yd run S. Neskubin 1':08" Q2 (TD) 1yd run A. Medvedev 3':56" Q3 (TD) 4yd run I. Lapikov 1':13" Q3 (TD) 6yd run V. Fatuhin Q3 (tpc) pass from V. Haritonov D. Batzkalovich 8':22" Q4 (TD) 25yd pass from E. Azizov V. Ignatiev 2':23" Q4 (FG) 28yd |        |                                 |
| Jesús Fernández | Allenatori | |        |                                 |

| Siviglia 16 luglio 2008, ore 18:00 UTC+2 Incontro 10 | Svezia     | 20 – 13 (6-0 6-7 0-0 8-6) referto                                                    | Francia | Isla de La Cartuja (400 spett.) |
| H. Hellermark 5':17" Q1 ( TD ) 65yd run D. Scanella 1':23" Q2 ( TD ) 32yd pass from H. Hermodsson F. Isaksson 8':49" Q4 ( TD ) 28yd pass from H. Hermodsson H. Hermodsson :q4" (tpc) (rush) Marcatori S. Joacin 5':46" Q2 ( TD ) 4yd run Alexandre Q2 ( pat ) S. Joacin 9':44" Q4 ( TD ) 3yd run Allenatori Olivier Moret |            |                                                                                      |         |                                 |
| |            |                                                                                      |         |                                 |
| H. Hellermark 5':17" Q1 (TD) 65yd run D. Scanella 1':23" Q2 (TD) 32yd pass from H. Hermodsson F. Isaksson 8':49" Q4 (TD) 28yd pass from H. Hermodsson H. Hermodsson :q4" (tpc) (rush) | Marcatori  | S. Joacin 5':46" Q2 (TD) 4yd run Alexandre Q2 (pat) S. Joacin 9':44" Q4 (TD) 3yd run |         |                                 |
| | Allenatori | Olivier Moret                                                                        |         |                                 |

#### Girone B

##### Classifica
| Pos | Squadra   | G | V | P | PF | PS | DP  |
| --- | --------- | - | - | - | -- | -- | --- |
| 1   | Germania  | 3 | 3 | 0 | 61 | 14 | +47 |
| 2   | Danimarca | 3 | 1 | 2 | 67 | 61 | +6  |
| 3   | Austria   | 3 | 1 | 2 | 44 | 37 | +7  |
| 4   | Finlandia | 3 | 1 | 2 | 29 | 89 | -60 |

##### Risultati
| Arbitri: | E. Bolstad R. Berger J. Perez-Canto W. Edelmueller T. Hofbauer J. Batzler P. Pavlovic |

|                                                         |            | |
| V. Lindsten 8':25" Q2 (TD) 1yd run J. Majander Q2 (pat) | Marcatori  | S. Shannon 4':34" Q1 (TD) 11yd run L. Mattern Q1 (pat) S. Sidebeh 5':12" Q2 (TD) 42yd pass from Demers S. Sidebeh 6':23" Q3 (TD) 15yd pass from Demers Q3 (tpc) rush Payne 9':54" Q4 (TD) 25yd run L. Mattern Q4 (pat) S. Shannon 2':56" Q4 (TD) 4yd run |
| Sakari Pusenius                                         | Allenatori | Peter Springwald |

| Siviglia 12 luglio 2008, ore 19:00 UTC+2 Incontro 4 | Danimarca  | 14 – 35 (7-14 7-0 0-14 0-7) referto | Austria | Stadio Borguillo (200 spett.) |
| K. Skyum 7':00" Q1 ( TD ) 4yd run K. Bernild Q1 ( pat ) T. Johansen 8':30" Q2 ( TD ) 17yd pass from K. Skyum K. Bernild Q2 ( pat ) Marcatori M. Janik 11':00" Q1 ( TD ) 32yd pass from D.Bundschuh A. Stossier Q1 ( pat ) M. Janik 6':00" Q1 ( TD ) 56yd pass from D. Bundschuh A. Stossier Q1 ( pat ) M. Herdey 8':00" Q3 ( TD ) 1yd run A. Stossier Q3 ( pat ) D. Auboeck 7':00" Q3 ( TD ) 30yd fumble recovery A. Stossier Q3 ( pat ) M. Janik 1':34" Q4 ( TD ) 18yd pass from M. Herdey A. Stossier Q4 ( pat ) Lars Carlsen Allenatori |            | |         |                               |
| |            | |         |                               |
| K. Skyum 7':00" Q1 (TD) 4yd run K. Bernild Q1 (pat) T. Johansen 8':30" Q2 (TD) 17yd pass from K. Skyum K. Bernild Q2 (pat) | Marcatori  | M. Janik 11':00" Q1 (TD) 32yd pass from D.Bundschuh A. Stossier Q1 (pat) M. Janik 6':00" Q1 (TD) 56yd pass from D. Bundschuh A. Stossier Q1 (pat) M. Herdey 8':00" Q3 (TD) 1yd run A. Stossier Q3 (pat) D. Auboeck 7':00" Q3 (TD) 30yd fumble recovery A. Stossier Q3 (pat) M. Janik 1':34" Q4 (TD) 18yd pass from M. Herdey A. Stossier Q4 (pat) |         |                               |
| Lars Carlsen | Allenatori | |         |                               |

| Arbitri: | E. Bolstad J. Domenique J. Perez-Canto M. Smith J. Muñoz-Rebez J. Batzler P. Pavlovic |

|                                                                                          |            | |
| A. Stossier 9':05" Q2 (TD) 58yd run A. Stossier Q2 (pat) B. Poelzleitner 2':00" Q3 (saf) | Marcatori  | E. Kaarlehto 4':46" Q3 (TD) 30yd pass from Kadmiry M. Airaksinen 4':18" Q4 (TD) 40yd run M. Kulmala Q4 (pat) M. Kulmala 00':41" Q4 (FG) 25yd |
|                                                                                          | Allenatori | Sakari Pusenius |

| Arbitri: | K. Wickman G. Lapcevic I. Smirnov R. Lenoire F. Adus T. Hjalmarsson P. Pangion |

| |            |                                                                          |
| V. Ohlerich 3':39" Q1 (TD) 1yd run Varol 3':34" Q2 (TD) 19yd pass from V. Ohlerich Payne Q2 (tpc) rush J. Ampaw 8':35" Q3 (TD) 48yd run | Marcatori  | Y. Rasmussen 3':27" Q3 (TD) 4yd pass from J. Johnsen K. Bernild Q3 (pat) |
| Peter Springwald | Allenatori | Lars Carlsen                                                             |

| Arbitri: | K. Wickam G. Lapcevic I. Smirnov Noren F. Adus T. Hjalmarsson P. Pangion |

|                                                       |            | |
| A. Kaartinen 6':10" Q3 (TD) 7yd pass from J. Lehtinen | Marcatori  | T. Feer 7':31" Q1 (TD) 14yd run K. Bernild Q1 (pat) K. Narthey 5':10" Q1 (TD) 11yd pass from J. Johnsen K. Bernild Q1 (pat) T. Feer 00':59" Q1 (TD) 75yd run K. Bernild Q1 (pat) K. Bernild 6':40" Q3 (FG) 22yd P. Norregard 3':49" Q3 (TD) 11yd pass from J. Johnsen K. Bernild Q3 (pat) T. Feer 00':07" Q3 (TD) 16yd run K. Narthey Q3 (tpc) pass from J. Johnsen T. Johansen 7':05" Q4 (TD) 16yd pass from J. Johnsen K. Bernild Q4 (pat) |
| Sakari Pusenius                                       | Allenatori | Lars Carlsen |

| Arbitri: | E. Bolstad J. Rossio J. Perez-Canto M. Smith J. Munoz-Rebez J. Batzler P. Pavlovic |

|  |            |                                                                  |
|  | Marcatori  | Lietzau 1':42" Q1 (TD) 71yd pass from Demers Dohrendorf Q1 (pat) |
|  | Allenatori | Peter Springwald                                                 |

### Finali

#### Finale per il 7º posto
| Arbitri: | R. Lenoire R. Berger I. Smirnov W. Edelmueller R. Stammler T. Hjalmarsson G. Johann |

| |            | |
| R. Navas 7':47" Q3 (TD) 30yd pass from S. Gonzalo J. Ortin Q3 (pat) D. Belso 5':43" Q4 (TD) 9yd pass from M. Jonsson J. Ortin Q4 (pat) O. Serrano 1':40" Q4 (TD) 34yd pass from M. Jonsson J. Ortin Q4 (pat) | Marcatori  | V. Lindsten 8':41" Q2 (TD) 11yd run M. Kulmala Q2 (pat) M. Kadmiry 3':44" Q2 (TD) 84yd pass from J. Lehtinen M. Kulmala Q2 (pat) V. Lindsten 00':01" Q2 (TD) 1yd run L. Pehu-Lehtonen 3':28" Q3 (TD) 7yd pass from J. Lehtinen M. Kulmala Q3 (pat) L. Pehu-Lehtonen 9':54" Q4 (TD) 6yd pass from J. Lehtinen J. Kaemae 2':20" Q4 (TD) 38yd run |
| Jesús Fernández | Allenatori | Sakari Pusenius |

#### Finale per il 5º posto
| Arbitri: | E. Noren J. Rossio F. Rasmussen A. Henriksen J. Rebes J. Batzler F. Kristensen |

| |           | |
| A. Medvedev 2':27" Q2 (TD) 3yd run D.Batzkalovich 9':46" Q3 (TD) 25yd pass from V. Grigoriev V. Ignatiev Q3 (pat) | Marcatori | F. Hoerhan 5':20" Q1 (TD) 20yd run S. Holzinger 00':45" Q1 (TD) 49yd run S. Holzinger 00':16" Q2 (TD) 2yd run A. Stossier Q2 (tpc) rush |

#### Finale per il 3º posto
| Arbitri: | E. Bolstad G. Lapcevic M. Smith S. Plonka F. Adus T. Hjalmarsson G. Johann |

| |            | |
| S. Benson 6':26" Q2 (TD) 36yd pass from J. Johnsen K. Bernild Q2 (pat) S. Benson 1':06" Q4 (TD) 16yd pass from J. Johnsen K. Bernild Q4 (pat) | Marcatori  | M. Sprauel 7':09" Q1 (TD) 1yd run J. Alexandre Q1 (pat) S. Joacin 3':31" Q1 (TD) 29yd run J. Alexandre Q1 (pat) T. Ruiz 9':27" Q2 (TD) 47yd run J. Alexandre Q2 (pat) S. Joacin 2':51" Q2 (TD) 3yd run J. Alexandre Q2 (pat) |
| Lars Carlsen | Allenatori | Olivier Moret |

#### Finale
| Arbitri: | K. Wickam R. Berger J. Perez-Canto W. Edelmueller P. Pagnon T. Hofbauer P. Pavlovic |

| |            |                                                              |
| Jobe 1':36" Q4 (TD) 35yd pass from Hermodsson | Marcatori  | Dohrendorf 6':36" Q4 (FG) 35yd Payne 2':27" Q4 (TD) 47yd run |
| Starting offense - 57 Mathias Franzen OL - 74 Lukas Klang OL - 55 Olle Norberg OL - 66 Sebastian Johansson OL - 70 Patrick Bylesjoe OL - 7 Anders Hermodsson QB - 6 Hampus Hellermark RB - 2 Simon Almgren RB - 84 Fredrik Isaksson WR - 81 Andre Gostavsson WR - 5 Kostas Koyfis WR Starting defense - 98 Marco Gudding DL - 69 Alexander Thelander DL - 99 O. Flernstrom DL - 31 Tommy Moestroem LB - 44 Joel Svensson LB - 88 Jesper Aberg LB - 20 Ludwig Bauer LB - 4 Arnat Jobe DB - 24 Doctor Cassama DB - 34 Michael Waeyrynen DB - 25 Foued Hanon DB Participation - 1 Alexander Koyfis - 8 Damien Scanella - 9 Adam Endler - 10 Kimie Sveningsson - 21 Philip Widerstroem - 22 Trolle Genua - 23 Richard Ahlenius - 27 Markus Westman - 32 Thomas Lundmark - 33 Pontus Westman - 37 Philip Joensson - 40 Andreas Appelgren - 42 Max Nyberg - 60 Richard Viklund - 65 Kristjan Domander - 72 Adiano Labatte - 75 Dennis Larsson - 77 Sonny Kleinfeldt - 79 Joakim Oehrn - 87 Jonas Weislander - 90 Elias Groeoen - 91 Martin Sohlberg - 95 Filip Persson | Formazioni |                                                              |
| | Allenatori | Peter Springwald                                             |

## Classifica finale
| Pos | Squadra   | G | V | P | PF | PS  | DP   |
| --- | --------- | - | - | - | -- | --- | ---- |
| 1   | Germania  | 4 | 4 | 0 | 70 | 20  | +50  |
| 2   | Svezia    | 4 | 3 | 1 | 93 | 22  | +71  |
| 3   | Francia   | 4 | 3 | 1 | 93 | 65  | +28  |
| 4   | Danimarca | 4 | 1 | 3 | 81 | 89  | -8   |
| 5   | Austria   | 4 | 2 | 2 | 64 | 50  | +14  |
| 6   | Russia    | 4 | 1 | 3 | 68 | 68  | 0    |
| 7   | Finlandia | 4 | 2 | 2 | 67 | 110 | -43  |
| 8   | Spagna    | 4 | 0 | 4 | 60 | 172 | -112 |

## Campione
| Campione Germania vincitrice del Campionato europeo di football americano Under-19 2008 (3º titolo) e qualificata al Campionato mondiale di football americano Under-19 2009. |